# White Islands (Antarktika)
Die White Islands sind eine Gruppe aus drei vereisten Inseln in der südlichen Sulzberger Bay vor der Saunders-Küste des westantarktischen Marie-Byrd-Lands. In nordsüdlicher Ausrichtung verteilen sie sich östlich des Swinburne-Schelfeises und nahe der Mündung des Butler-Gletschers über eine Länge von 16 km.
In Kartenmaterial der ersten Antarktisexpedition (1928–1930) des US-amerikanischen Polarforschers Richard Evelyn Byrd sind sie als „niedrige Eiskliffs“ beschrieben, die aus dem Schelfeis aufragen. Eine detaillierte Kartierung nahm der United States Geological Survey anhand eigener Vermessungen und Luftaufnahmen der United States Navy aus den Jahren von 1959 bis 1965 vor. Das Advisory Committee on Antarctic Names benannte die Inseln 1970 auf Vorschlag Byrds nach dem US-amerikanischen Herzchirurgen Paul Dudley White (1886–1973), medizinischer Berater bei der ebenfalls von Byrd geleiteten Operation Highjump (1946–1947).